# Воронец, Иван Иванович
Иван Иванович Воронец (1892—1967) — генерал-майор Советской Армии, участник Первой мировой, Гражданской и Великой Отечественной войн.

## Биография
Иван Иванович Воронец родился 8 сентября 1892 года в городе Дорогобуже в дворянской семье. В 1904 году поступил в Нижегородский кадетский корпус, откуда был исключён в 1913 году за оскорбление офицера-воспитателя. В том же году начал службу в Российской императорской армии в качестве вольноопределяющегося 159-го Гурийского пехотного полка 40-й пехотной дивизии. Участвовал в Первой мировой войне, в боях в Восточной Пруссии и Польше два раза был ранен. Дослужился до чина прапорщика. В 1916 году окончил Киевскую школу лётчиков-наблюдателей, после чего был направлен на Румынский фронт. Получил звание штабс-капитана. После Февральской революции Воронец был избран членом солдатского комитета, который постановил вывести их 4-й авиационный отряд из Румынии в Россию.
В октябре 1918 года Воронец добровольцем поступил на службу в Рабоче-Крестьянскую Красную Армию. Участвовал в боях на Северном фронте против белых частей и английских интервентов, затем на Юго-Восточном, Кавказском и Туркестанском фронтах. Был лётчиком-наблюдателем, затем начальником авиапарка, авиапоезда. После окончания Гражданской войны продолжал службу в Красной Армии на технических должностях в различных авиационных частях Северо-Кавказского и Московского военных округов, дослужился до должности помощника начальника отдела снабжения горючим Московского военного округа. Во время Большого террора арестовывался по сфабрикованному обвинению, однако впоследствии был освобождён.
В первые месяцы Великой Отечественной войны служил сначала помощником по материально-техническому обеспечению 2-й Московской военной авиационной школы авиационных механиков спецслужб ВВС, а затем помощником начальника Военно-воздушной академии в городе Монино Московской области. В сентябре 1941 года Воронец был назначен начальником Монинского аэродрома специального назначения № 2 и одновременно начальником Монинского авиационного гарнизона. Возглавляемые им подразделения обслужили десятки авиационных полков, совершавших боевые вылеты в период битвы за Москву, а затем тех, которые перелетали на фронт. 1 мая 1944 года Воронец был назначен заместителем начальника Управления воздушной магистрали Москва-Уэлькаль, по которой перегонялись поставляемые в СССР из США по лендлизу боевые самолёты.
В октябре 1945 года Воронец был назначен командиром 12-й авиационно-технической дивизии. С октября 1946 года — на службе в системе ДОСАВ-ДОСААФ СССР, был заместителем председателя Центрального совета по материально-техническому снабжению. В ноябре 1951 года был уволен в запас. Жил в Москве. Умер 5 февраля 1967 года, похоронен на Донском кладбище Москвы.

## Награды
- Орден Ленина (21 февраля 1945 года);
- 2 ордена Красного Знамени (3 ноября 1944 года, 20 июня 1949 года);
- Орден Отечественной войны 1-й степени (18 августа 1945 года);
- 2 ордена Красной Звезды (24 февраля 1942 года, 23 ноября 1942 года);
- Медаль «За оборону Москвы» и другие медали.